# Eucalyptus ornata
Eucalyptus ornata är en myrtenväxtart som beskrevs av M.D. Crisp. Eucalyptus ornata ingår i släktet Eucalyptus och familjen myrtenväxter. Inga underarter finns listade i Catalogue of Life.